# Departamento de Colón (kommun i Argentina, Córdoba)
Departamento de Colón är en kommun i Argentina.   Den ligger i provinsen Córdoba, i den centrala delen av landet, 700 km nordväst om huvudstaden Buenos Aires. Antalet invånare är 171 067. Arean är 2 588 kvadratkilometer.
Terrängen i Departamento de Colón är varierad.
Trakten runt Departamento de Colón består till största delen av jordbruksmark. Runt Departamento de Colón är det ganska tätbefolkat, med 86 invånare per kvadratkilometer.